# سيندي بار
سيندي بار (بالعبرية: סנדי בר)، من مواليد 5 أبريل 1976، هي ممثلة وعارضة أزياء إسرائيلية، ولدت في تل أبيب من أبويين مغاربيين، والدها كان من مهاجري ليبيا، وأمها من أصل مغربية.